# Maígo
Maígo  es un municipio filipino de cuarta categoría, situado al norte de la isla de Mindanao. Forma parte de  la provincia de Lánao del Norte situada en la región administrativa de Mindanao del Norte. 
Para las elecciones está encuadrado en el Primer Distrito Electoral.

## Barrios
El municipio  de Maigo se divide, a los efectos administrativos, en 13 barangayes o barrios, conforme a la siguiente relación:
| - Balagatasa - Camp - Claro M. Recto | - Inoma - Labuay - Liangán Oeste | - Mahayahay - Maliwanag - Mentring | - Población - Santa Cruz - Sogapod | Villanueva de Kulasihán |  |

## Historia

### Influencia española

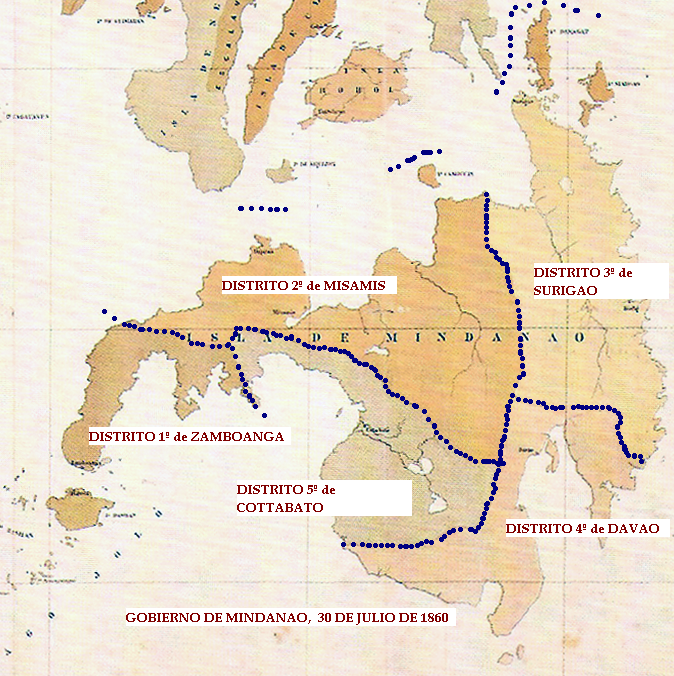
Gobierno de Mindanao: Los 5 Distritos creados por Real Decreto de 30 de julio de 1860.

El Distrito 7º de Lanao creado a finales del siglo XIX, concretamente el 8 de octubre de 1895, formaba parte del Imperio español en Asia y Oceanía (1520-1898).
Su territorio, segregado de los distritos 5º de Cottabato y 2º de Misamis, no fue  dominado completamente por las armas españolas. El término de Bacolod del que dendía Maigo formaba parte de Misamis.

### Ocupación estadounidense
En 1903 fue creada la provincia del Moro, siendo Lánao uno de sus distritos. La provincia de Lánao fue creada en 1914 formando parte del Departamento de Mindanao y Joló (1914-1920)  (Department of Mindanao and Sulu) .

### Independencia
El 27 de febrero de 1959 fue creado el municipio  de Maígo formado por los siguientes  barrios y sitios hasta entonces pertenecientes al municipio de Kolambugan: Maígo, Balagatasa, Sigapud y Mentring; al de Bacolod: Liagan Proper, Barogohan, Camps I, II y III
El 22 de mayo de 1959 la provincia de Lánao fue dividida en dos provincias, una que se conoce como Lánao del Norte y la otra como Lánao del Sur.
Maígo es uno de los 10 municipios que forman la provincia de Lánao del Norte.